# Detroit Pistons 2003-2004
La stagione 2003-04 dei Detroit Pistons fu la 55ª nella NBA per la franchigia.
I Detroit Pistons arrivarono secondi nella Central Division della Eastern Conference con un record di 54-28. Nei play-off vinsero il primo turno con i Milwaukee Bucks (4-1), la semifinale di conference con i New Jersey Nets (4-3), la finale di conference con gli Indiana Pacers (4-2), vincendo poi il titolo battendo nella finale NBA i Los Angeles Lakers (4-1).

## Roster

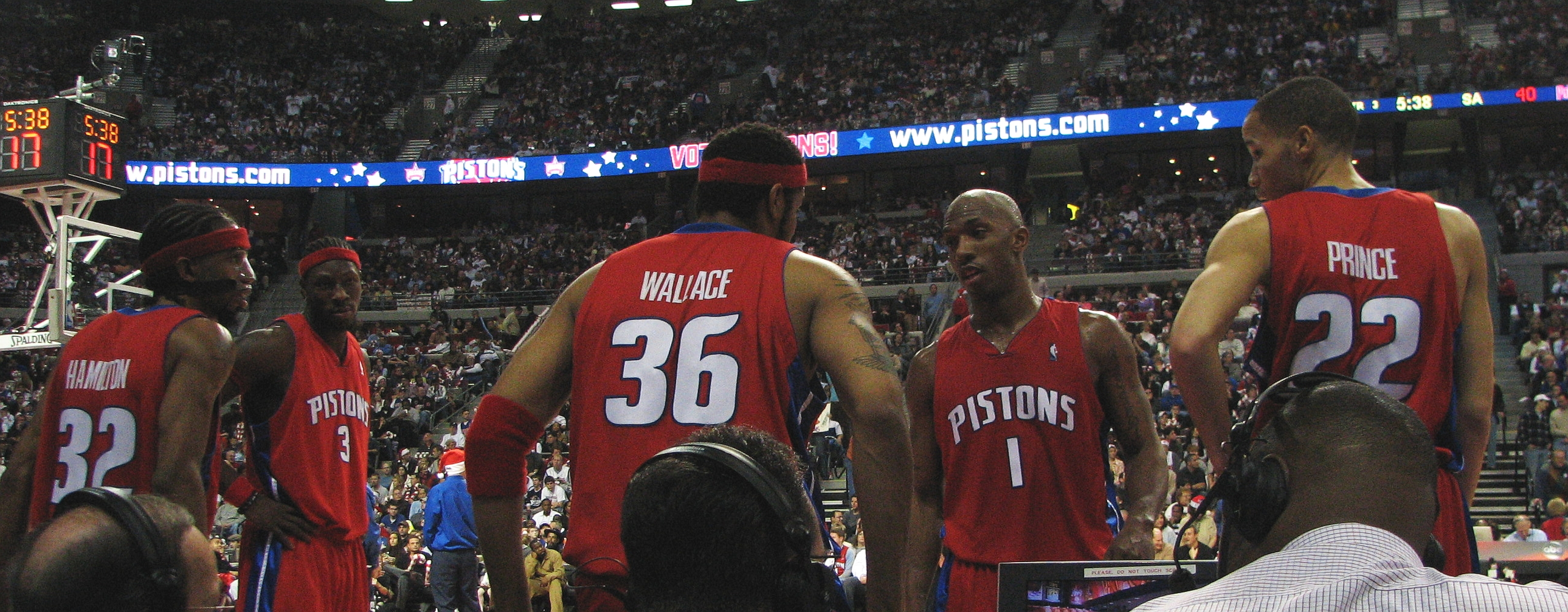
Il quintetto titolare dei Pistons campioni NBA 2004

| \| Pos. \| Num. \| Naz. \| Nome \| Altezza \| Peso \| Data nascita \| Provenienza \| \| ---- \| ---- \| ---- \| ------------------- \| ------- \| ------ \| ------------ \| --------------------------- \| \| G \| 7 \| \| Atkins, Chucky \| 180 cm \| 73 kg \| 14-08-1974 \| Florida Meridionale \| \| G \| 1 \| \| Billups, Chauncey \| 191 cm \| 92 kg \| 25-09-1976 \| Colorado \| \| C \| 41 \| \| Campbell, Elden \| 211 cm \| 98 kg \| 23-07-1968 \| Clemson \| \| G \| 44 \| \| Davis, Hubert \| 196 cm \| 83 kg \| 17-05-1970 \| North Carolina \| \| A \| 24 \| \| Fowlkes, Tremaine \| 203 cm \| 100 kg \| 11-04-1976 \| Fresno State \| \| A \| 8 \| \| Ham, Darvin \| 201 cm \| 100 kg \| 23-07-1973 \| Texas Tech \| \| G/AP \| 32 \| \| Hamilton, Richard \| 198 cm \| 84 kg \| 14-02-1978 \| Connecticut \| \| G \| 10 \| \| Hunter, Lindsey \| 188 cm \| 77 kg \| 03-12-1970 \| Jackson State \| \| G \| 7 \| \| James, Mike \| 188 cm \| 85 kg \| 23-06-1975 \| Duquesne \| \| A/C \| 31 \| \| Miličić, Darko \| 213 cm \| 113 kg \| 20-06-1985 \| KK Vrsac Swisslion (Serbia) \| \| A/C \| 13 \| \| Okur, Mehmet \| 211 cm \| 113 kg \| 26-05-1979 \| Anadolu Efes (Turkey) \| \| A \| 22 \| \| Prince, Tayshaun \| 206 cm \| 98 kg \| 28-02-1980 \| Kentucky \| \| C \| 39 \| \| Rebrača, Željko \| 213 cm \| 117 kg \| 09-04-1972 \| Partizan Belgrado \| \| G \| 5 \| \| Sura, Bob \| 196 cm \| 91 kg \| 25-03-1973 \| Florida State \| \| A/C \| 3 \| \| Wallace, Ben \| 206 cm \| 109 kg \| 10-09-1974 \| Virginia Union \| \| A/C \| 30 \| \| Wallace, Rasheed \| 208 cm \| 102 kg \| 17-09-1974 \| North Carolina \| \| A \| 34 \| \| Williamson, Corliss \| 201 cm \| 111 kg \| 04-12-1973 \| Arkansas \| | Allenatore - Larry Brown Assistente/i - Herb Brown (Vice-allenatore) - Dave Hanners (Vice-allenatore) - Igor Kokoškov (Vice-allenatore) - John Kuester (Vice-allenatore) - Mike Woodson (Vice-allenatore) Legenda - (C) Capitano - (FA) Free agent - (S) Sospeso - (TW) Contratto Two-way - (GL) Assegnato a squadra G League affiliata - Infortunato Roster • Transazioni · Ultima transazione: 30 giugno 2004 |                        |                     |         |        |              |                             |
| Pos. | Num. | Naz.                   | Nome                | Altezza | Peso   | Data nascita | Provenienza                 |
| G | 7 | Stati Uniti (bandiera) | Atkins, Chucky      | 180 cm  | 73 kg  | 14-08-1974   | Florida Meridionale         |
| G | 1 | Stati Uniti (bandiera) | Billups, Chauncey   | 191 cm  | 92 kg  | 25-09-1976   | Colorado                    |
| C | 41 | Stati Uniti (bandiera) | Campbell, Elden     | 211 cm  | 98 kg  | 23-07-1968   | Clemson                     |
| G | 44 | Stati Uniti (bandiera) | Davis, Hubert       | 196 cm  | 83 kg  | 17-05-1970   | North Carolina              |
| A | 24 | Stati Uniti (bandiera) | Fowlkes, Tremaine   | 203 cm  | 100 kg | 11-04-1976   | Fresno State                |
| A | 8 | Stati Uniti (bandiera) | Ham, Darvin         | 201 cm  | 100 kg | 23-07-1973   | Texas Tech                  |
| G/AP | 32 | Stati Uniti (bandiera) | Hamilton, Richard   | 198 cm  | 84 kg  | 14-02-1978   | Connecticut                 |
| G | 10 | Stati Uniti (bandiera) | Hunter, Lindsey     | 188 cm  | 77 kg  | 03-12-1970   | Jackson State               |
| G | 7 | Stati Uniti (bandiera) | James, Mike         | 188 cm  | 85 kg  | 23-06-1975   | Duquesne                    |
| A/C | 31 | Serbia (bandiera)      | Miličić, Darko      | 213 cm  | 113 kg | 20-06-1985   | KK Vrsac Swisslion (Serbia) |
| A/C | 13 | Turchia (bandiera)     | Okur, Mehmet        | 211 cm  | 113 kg | 26-05-1979   | Anadolu Efes (Turkey)       |
| A | 22 | Stati Uniti (bandiera) | Prince, Tayshaun    | 206 cm  | 98 kg  | 28-02-1980   | Kentucky                    |
| C | 39 | Serbia (bandiera)      | Rebrača, Željko     | 213 cm  | 117 kg | 09-04-1972   | Partizan Belgrado           |
| G | 5 | Stati Uniti (bandiera) | Sura, Bob           | 196 cm  | 91 kg  | 25-03-1973   | Florida State               |
| A/C | 3 | Stati Uniti (bandiera) | Wallace, Ben        | 206 cm  | 109 kg | 10-09-1974   | Virginia Union              |
| A/C | 30 | Stati Uniti (bandiera) | Wallace, Rasheed    | 208 cm  | 102 kg | 17-09-1974   | North Carolina              |
| A | 34 | Stati Uniti (bandiera) | Williamson, Corliss | 201 cm  | 111 kg | 04-12-1973   | Arkansas                    |

### Regular season
|  | Denota le partite vinte |
|  | Denota le partite perse |

### Play-off
|  | Denota le partite vinte |
|  | Denota le partite perse |

| Campione NBA 2004         |
| ------------------------- |
| Detroit Pistons 3º titolo |

## MVP delle Finali
- #1 Chauncey Billups, Detroit Pistons.

## Hall of famer

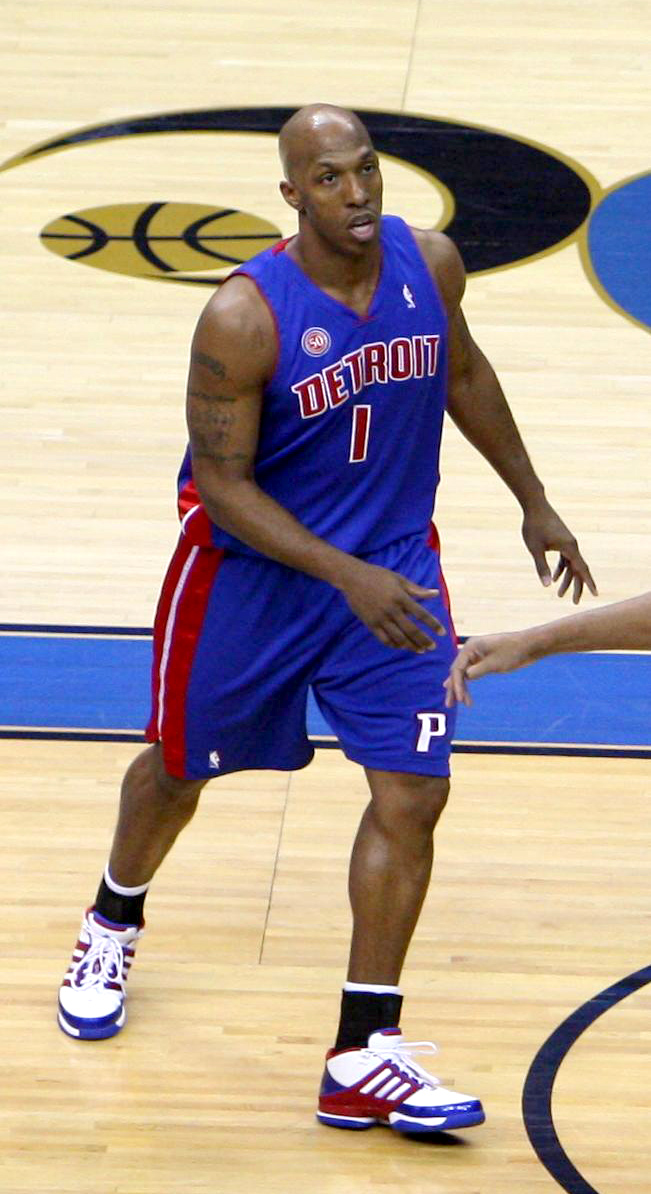
1. 1 Chauncey Billups, Detroit Pistons.

| NBA Finals | Atleta           | Squadra         | Anno |            |
| ---------- | ---------------- | --------------- | ---- | ---------- |
| Giocatore  | Chauncey Billups | Detroit Pistons | 2024 | Giocatore  |
| Giocatore  | Ben Wallace      | Detroit Pistons | 2021 | Giocatore  |
| Allenatore | Larry Brown      | Detroit Pistons | 2002 | Allenatore |